# Di sản rừng mưa nhiệt đới của Sumatra
Di sản rừng mưa nhiệt đới của Sumatra là một khu vực rừng mưa nhiệt đới ở Sumatra là một Di sản thế giới được UNESCO công nhận từ năm 2004. Nó bao gồm ba vườn quốc gia nằm trên đảo Sumatra của Indonesia là Gunung Leuser, Kerinci Seblat và Bukit Barisan Selatan. Đây là một khu vực có tầm quan trọng về đa dạng sinh học và là môi trường sống tự nhiên quan trọng trong việc bảo tồn một số loài. Di sản này đang bị liệt vào danh sách di sản thế giới bị đe dọa do săn trộm, khai thác gỗ bất hợp pháp, lấn chiếm nông nghiệp và kế hoạch xây dựng đường băng qua địa điểm này.

## Vị trí
Di sản rừng mưa nhiệt đới của Sumatra bao gồm ba vườn quốc gia Gunung Leuser (8.629,75 km²), Kerinci Seblat (13.753,5 km²), Bukit Barisan Selatan (3.568 km²). Tổng diện tích của cả di sản này là 25.000 km². Nó bao gồm diện tích đáng kể của các khu rừng trên đảo Sumatra.
Cả ba vườn quốc gia đều nằm trên sống núi Barisan, được gọi là Andes của Sumatra, là khu vực có cảnh quan tuyệt đẹp. Khu vực còn là nơi có Gunung Tujuh là hồ cao nhất Đông Nam Á, Kerinci là đỉnh cao nhất Sumatra, ngoài ra là rất nhiều hồ núi lửa nhỏ, khu ven biển và sông băng trong khung cảnh rừng tự nhiên.
Cả ba vườn quốc gia đều là khu vực đa dạng sinh học nổi bật khi là nhà của 50% số loài thực vật của Sumatra với ít nhất 92 loài địa phương. Trong đó có quần thể hoa đơn tính lớn nhất thế giới (Rafflesia arnoldii), hoa cao nhất thế giới (Amorphophallus titanum)

## Động thực vật
Vườn quốc gia Gunung Leuser là một trong 18 khu vực của Indonesia được Quỹ Quốc tế Bảo vệ Thiên nhiên liệt kê trong danh sách 200 vùng sinh thái có tầm quan trọng toàn cầu. Khu vực có tổng cộng 174 loài động vật có vú, trong đó có 3 loài đặc hữu, 21 loài bị đe dọa; 380 loài chim, trong đó có 13 loài đặc hữu và 52 loài bị đe dọa. Những loài đáng chú ý nhất tại đây gồm Đười ươi, Tê giác Sumatra, Khỉ đuôi lợn phương nam, Chim ruồi xanh Rück, Ngan cánh trắng. Một số loài thực vật đáng chú ý gồm Amorphophallus titanum và Rafflesia arnoldii
Kerinci Seblat là nhà của 85 loài động vật có vú, trong đó có 5 loài đặc hữu và 23 loài bị đe dọa; 370 loài chim trong đó có 13 loài đặc hữu và 58 loài bị đe dọa. Đáng chú ý có Báo gấm Borneo, Lợn vòi, Tê giác Sumatra, Cu đất Sumatra, Ngan cánh trắng và đặc biệt là loài Hổ Sumatra khi nó là nơi có số lượng loài này cao nhất, khiến nó trở thành một trong số 12 khu bảo tồn hổ có tầm quan trọng toàn cầu. Một số loài thực vật quan trọng gồm Hopea beccariana và Shorea ovalis.
Bukit Barisan Selatan là nơi có 98 loài động vật có vú trong đó có 1 loài đặc hữu và 25 loài bị đe dọa; 379 loài chim trong đó có 7 loài đặc hữu và 58 loài bị đọa; 59 loài bò sát và lưỡng cư. Đáng chú ý nhất khi nó là nhà của quần thể Voi Sumatra và Rùa da.